# گزدراز
گزدراز، روستایی است از توابع بخش کاکی در شهرستان دشتی استان بوشهر ایران.

## جمعیت
این روستا در دهستان چغاپور قرار داشته و بر اساس سرشماری آمار رسمی (سال ۹۰) جمعیت این روستا ۱۲۲نفر (۳۲خانوار) می‌باشد و سال ۱۳۸۵ جمعیت آن ۱۴۲نفر (۳۴خانوار) بوده است.

## مشخصات
گزدراز در قدیم دارای وسعت بسیار زیاد و تاریخچه بسیار دور و درازی است و این روستا به علت سیل سال ۶۵ که ویران شد و بیشتر ساکنان این روستا به شهرهای همچون خورموج، کاکی، گناوه و به ویژه به چغادک مهاجرت کردند. این روستا دارای چند مکان زیارتی از جمله مرقد سید عباس و شاه عبدالله است که در مورد پیشینه آنها تحقیق جامع صورت نگرفته است؛ و طبق گفته بزرگان روستا و آنچه که مشهور است؛ شاعر دوبیتی سرای بزرگ و پر آوازه جنوب ایران، فایز دشتی برای مدتی را در این روستا می‌زیسته است، که از خانه خشتی او خرابه‌هایی و درخت کناری که بدست خودش کاشته شده بود، همچون گذشته پابرجا مانده می‌توان یاد کرد.
کشت کُنار پیوندی و درختان اصلاح شده نخیلات و کشت آزمایشی درخت پسته از ثمرات جدید کشاورزی روستا است.